# 岳宏一郎
岳 宏一郎（たけ こういちろう、1938年 - 2022年12月1日）は、日本の歴史小説作家。宮城県生まれ。早稲田大学文学部卒業。

## 略歴
大学卒業後「春田耕三」のペンネームでテレビドラマや舞台の脚本を執筆、その後マガジンハウスの特約ライターを経て、作家活動に入る。
1994年、関ヶ原の戦いを題材にした群像劇『群雲、関ヶ原へ』でデビュー。多数の文献を参考に作り上げるために、寡作である。
2022年12月1日、肺癌のため死去。84歳没。

## 作品リスト
- 『群雲、関ケ原へ』1994年、新潮社　のち文庫、光文社文庫
- 『天正十年夏ノ記』1996年、講談社、のち文庫、光文社文庫
- 『花鳥の乱 利休の七哲』1997年、マガジンハウス、のち講談社文庫
- 『乱世が好き』1997年、毎日新聞社、「軍師官兵衛」に改題、講談社文庫、「群雲、賎ケ岳へ」に改題、光文社文庫
- 『蓮如 夏の嵐』1999年、毎日新聞社、のち講談社文庫
- 『御家の狗』2001年、毎日新聞社、のち講談社文庫